# آنی (نام کوچک)
آنی (به ارمنی: Անի) نام کوچک زنانه رایج در میان ارمنیان می‌باشد و به پایتخت تاریخی ارمنستان در دوره قرون وسطی ارجاع داده می‌شود و در سال ۲۰۱۲ در میان ۱۰ نام برتری بوده‌است که در ارمنستان برای دختران انتخاب شده‌است. ممکن است به یکی از موارد زیر اشاره داشته باشد:
- آنی آمیراقایان
- آنی ارنو
- آنی اسپرینکل
- آنی اووکلی
- آنی اوندرا
- آنی باتیکیان
- آنی بل
- آنی بیکر
- آنی پاتس
- آنی پاریس
- آنی پتروسیان
- آنی پرولکس
- آنی ادسون تیلور
- آنی جامپ کانن
- آنی دگروت
- آنی دی‌فرانکو
- آنی ربورن
- آنی راس
- آنی روزار
- آنی سامسونیان
- آنی-فرید لونگستاد
- آنی فریزینگر-پوستما
- آنی قوکاسیان
- آنی کاوافیان
- آنی کروز
- آنی کوردی
- آنی کورلی
- آنی گلدن
- آنی لاری گیلور
- آنی لارسن
- آنی لنکس
- آنی لوراک
- آنی لیبویتز
- انی مامولو
- آنی ماندر
- آنی موریل اسمیت
- آنی جین مگردیچیان
- آنی مونتاگ الکساندر
- انی میاچیکا
- آنی نرسیسیان
- آنی ورشینگ
- آنی هاسلم
- آنی یرانیان

## موارد دیگر
- نبرد آنی
- آنی (کاشاتاق)

1. ↑  "3 - Armenian Names - Female". Armenian.name. Archived from the original on 28 November 2018. Retrieved 2013-03-08.
2. ↑  "Which are most common Armenian names? | Armenia News". NEWS.am. Retrieved 2013-03-08.